# 朝鮮総督ノ発スル制令ノ公布式
朝鮮総督ノ発スル制令ノ公布式（ちょうせんそうとくのはっするせいれいのこうふしき、明治43年統監府令第50号）は、日本統治時代の朝鮮において朝鮮総督が発する制令の形式及び公布の手続について規定した日本の統監府令。明治43年（1910年）8月29日成立、公布、施行。

## 概要
朝鮮総督の発する制令は、制令であることを明記し、朝鮮総督が署名し、公布の年月日を記入して、公布する（1条）。
制令は、朝鮮総督府官報をもって布告する（2条）。
制令は、特に施行期日を掲げるものを除くほか、各官庁に到達した翌日から起算して、満7日を経て施行する（3条）。